# Stockdale (Pennsylvanie)
Pour les articles homonymes, voir Stockdale.
Stockdale est un borough situé à l'est du comté de Washington, en Pennsylvanie, aux États-Unis,. En 2010, il comptait une population de 502 habitants, estimée au 1er juillet 2020 à 510 habitants. Le borough est incorporé en 1891.

## Démographie
Lors du recensement de 2010, le borough comptait une population de 502 habitants. Elle est estimée, en 2020, à 510 habitants.